# カトリーナ・レイク
カトリーナ・レイク（Katrina Lake、1982年12月24日 - ）は、アメリカ合衆国の実業家。スティッチ・フィックスの共同創業者およびCEO、Glossier取締役、リクルートホールディングス社外取締役。

## 経歴
日本人とアメリカ人のハーフで公立学校教師の母とカリフォルニア大学サンフランシスコ校およびミネソタ大学ツインシティー校の医師である父のもと、カリフォルニア州サンフランシスコで生まれる。
2005年にスタンフォード大学で学士号を取得し、2011年にハーバード・ビジネス・スクールで経営学修士号を取得した。元々は医師を目指しており、医学部進学コースから始めたものの、経済学とビジネスに興味を持つようになった。大学卒業後はPolyvoreとパルテノン・グループで働いていた。
2011年2月、元J.クルーバイヤーのエリン・モリソン・フリンと共にスティッチ・フィックスを設立した。
2017年11月、スティッチ・フィックスがNASDAQに上場した。女性の創業者兼CEOが消費者向けインターネット企業を上場させたのは初めてだった。株式公開当日、スティッチ・フィックスは1億2000万ドル近くを調達した。
2021年4月、スティッチ・フィックスのCEOを退任することを発表した。後任のCEOは20年間にベイン・アンド・カンパニーを務め、2020年1月にスティッチ・フィックスのプレジデントに就任したエリザベス・スポールディングに引き継がれた。2023年1月、スポールディングがスティッチ・フィックスのCEOを退任したため、同社の暫定CEOとして復帰した。
2023年6月、スティッチ・フィックスのCEOが元メイシーズ最高デジタル責任者のマット・ベアーに引き継がれ、レイクも会長として同社の役割を継続。また、リクルートホールディングスの社外取締役に就任した。

## 人物
2014年に投資専門家のジョン・クリフォードと結婚した。子供が2人いる。